# Lijst van rijksmonumenten in Zuidwolde (Groningen)
De plaats Zuidwolde telt 8 inschrijvingen in het rijksmonumentenregister. Hieronder een overzicht. 
| Object                                  | Oorspronkelijke functie?  | Bouwjaar                                                 | Architect                                          | Locatie                | Coördinaten?                  | Nr.?   | Afbeelding                |
| --------------------------------------- | ------------------------- | -------------------------------------------------------- | -------------------------------------------------- | ---------------------- | ----------------------------- | ------ | ------------------------- |
| Krimstermolen (Phoenix)                 | Industrie- en poldermolen | 1904 1977 (herb. op huidige locatie)                     |                                                    | bij Boterdiep Oz 3     | 53° 16' 16" NB, 6° 36' 9" OL  | 18222  | Meer afbeeldingen         |
| Hervormde kerk                          | Kerk en kerkonderdeel     | 13e eeuw 16e eeuw (verb.) 1651 (zuidingang) 1854 (verb.) |                                                    | Boterdiep Wz 43        | 53° 15' 40" NB, 6° 35' 35" OL | 18224  | Meer afbeeldingen         |
| Hervormde kerk, toren                   | Kerk en kerkonderdeel     | 12e eeuw ca. 1638 (verb.)                                |                                                    | bij Boterdiep Wz 43    | 53° 15' 40" NB, 6° 35' 34" OL | 18225  | Meer afbeeldingen         |
| Koningslaagte                           | Industrie- en poldermolen | 1878 1955 (herst.) 1967 (herst.) 1984-'85 (rest.)        | H.E. Hangelbroek en P. van der Heide Bremer (1967) | Wolddijk 91            | 53° 15' 53" NB, 6° 33' 1" OL  | 18226  | Meer afbeeldingen         |
| Terrein met resten van een nederzetting | Archeologisch monument    | 3e/4e eeuw                                               |                                                    | Westpolder Wolddijk    | 53° 15' 51" NB, 6° 34' 20" OL | 45088  | Upload foto               |
| Terrein met resten van een nederzetting | Archeologisch monument    | 3e/4e eeuw                                               |                                                    | Westpolder Westerseweg | 53° 16' 0" NB, 6° 34' 21" OL  | 45089  | Upload foto               |
| Rolpaal aan het Boterdiep               | Scheepshulpmiddel         | 1850-1900 1995 (herst.)                                  |                                                    | bij Boterdiep Wz 44    | 53° 15' 40" NB, 6° 35' 37" OL | 510674 | Rolpaal aan het Boterdiep |
| Gereformeerde kerk                      | Kerk en kerkonderdeel     | 1908                                                     | Y. van der Veen                                    | Boterdiep Wz 50        | 53° 15' 37" NB, 6° 35' 29" OL | 510683 | Upload foto               |